# Ulciug, Sălaj

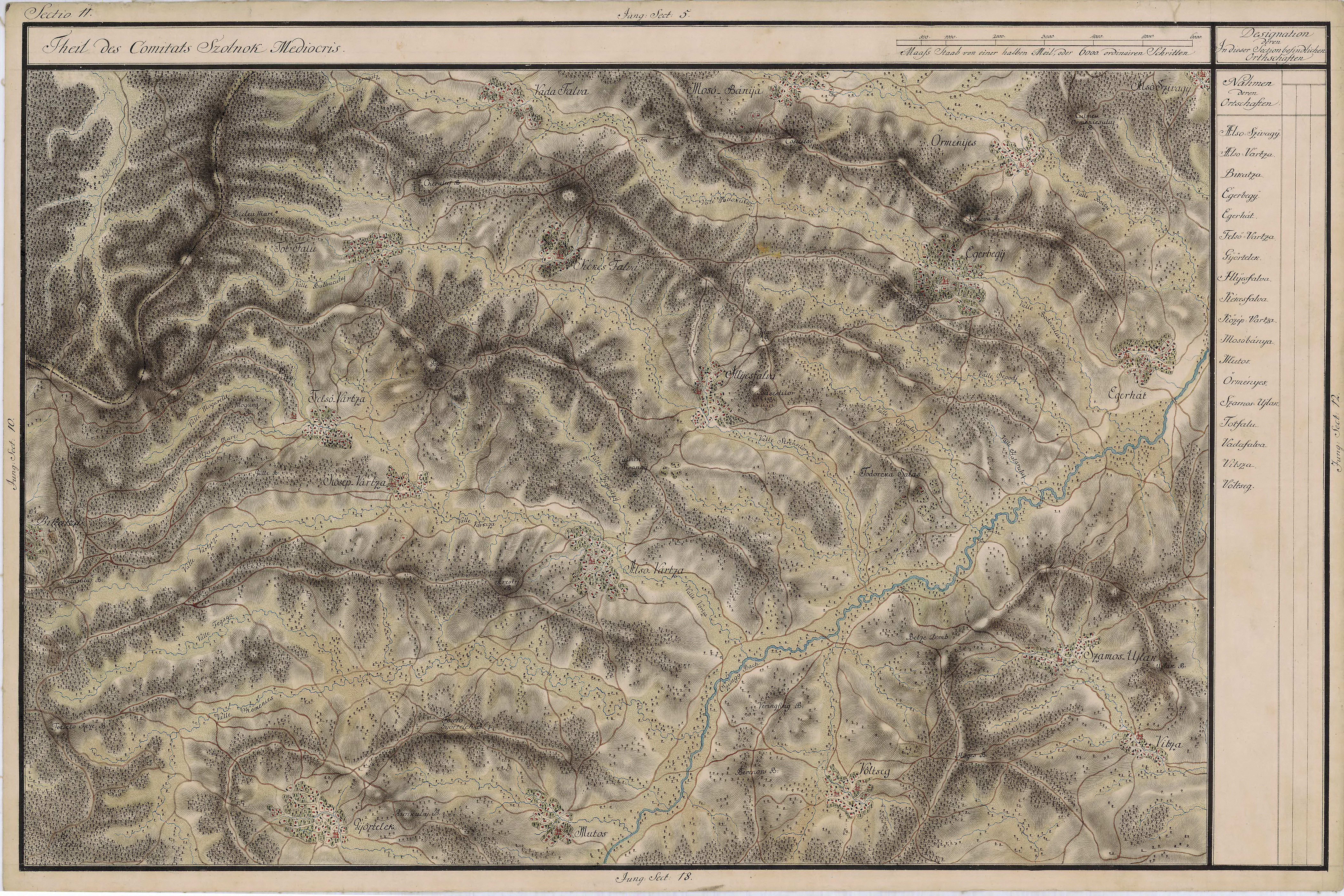
Ulciug în Harta Iosefină a Transilvaniei

Ulciug, în limba maghiară, Völcsök, este un sat ce aparține orașului Cehu Silvaniei din județul Sălaj, Transilvania, România. Satul are aproximativ doua treimi locuitori de etnie Maghiara si o treime locuitori de etnie Romana.

## Localizare
Localitatea este amplasată la extremitatea nordică a județului Sălaj, la limita cu județul Maramureș. Între localitățile, Cehu Silvaniei la sud, Motiș la sud-vest, Oarța de Jos la nord-vest, și Someș-Uileac la nord, nord-est.

## Istorie
Din arealul așezării provin câteva dovezi istorice datând din epoca veche a bronzului. În lucrarea Repertoriul arheologic al județului Sălaj, elaborată de arheologii Sabin Adrian Luca și Nicolae Gudea, este specificat faptul că pe locul denumit de localnici Prâsnel s-au descoperit meteriale cerammice aparținând Culturii Wietenberg, iar într-un alt loc, aflat tot în perimetrul așezării, denumit Fundul Șanțului, s-a găsit un depozit de bronzuri alcătuit din verigi de bronz.

## Statistici
| Etnia    | 1850 | 1880 | 1890 | 1900 | 1910 | 1920 | 1930 | 1941 | 1966 | 1977 | 1992 |
| Români   | 109  | 191  | 202  | 273  | 299  | 310  | 300  | 348  | 412  | 402  | 340  |
| Maghiari | 189  | 392  | 431  | 508  | 552  | 548  | 563  | 702  | 709  | 751  | 732  |
| Germani  | 0    | 5    | 1    | 0    | 0    | 0    | 0    | 0    | 0    | 0    | 0    |
| Evrei    | 0    | 0    | 0    | 0    | 0    | 11   | 4    | 0    | 0    | 0    | 0    |
| Total    | 298  | 588  | 634  | 781  | 851  | 869  | 867  | 1050 | 1121 | 1153 | 1072 |

## Lăcașuri de cult
- Biserica de lemn Nașterea Maicii Domnului, din sec. XVIII [1]
- Biserica Reformată, construită în anul 1899 [1]